# Obsession (広瀬さとしのアルバム)
『Obsession』（オブセッション）は、広瀬さとしの1枚目のアルバム。

## 解説
44MAGNUM、元spAedのギタリストである広瀬のソロ・デビュー作品。ギターのみならずボーカルも挑戦した。

## 批評
『CDジャーナル』は、「ヘヴィ・メタルの殻を破りながら、ポップス、ダンスと枝葉を広げるサウンドも新鮮。」と評した。

## 曲目
1. ANGEL RISING
2. KILL ME SOFTLY
3. FLASHBACK
4. INTO THE OBSESSION
5. CELEBRATION
6. ISLAND
7. GIVE ME YOUR BEAT
8. GARDEN

作詞・作曲・編曲：広瀬さとし（全曲）